# Distritos do Kosovo

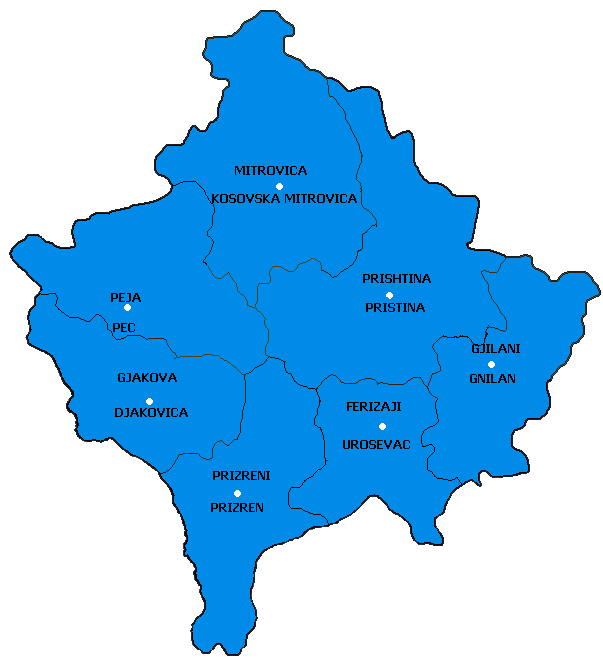
Distritos UNMIK do Kosovo

Um distrito (em albanês:  Rreth, sérvio: Дистрикт, transliterado Distrikt) é o nível mais alto de divisão administrativa de ambos Kosovo (UNMIK) protetorado e o parcialmente reconhecido República do Kosovo, sobre o território anterior (1990-1999) do Sérvia Província Autônoma de Kosovo e Metohija. Foi também uma unidade administrativa no último. Os distritos de Kosovo são baseadas nos  Distritos de Kosovo e Metohija.
Na Albânia também são chamados Komuna ou Distrikt, como em Komuna e Mitrovicës ou Distrikti i Mitrovicës.

## UNMIK reforma de 2000
A UNMIK administração (estabelecida em 1999), substituiu os Distritos de Kosovo e Metohia com novos distritos do Kosovo (UNMIK). Os novos distritos são:
| Distrito                                                                      | Capital            | Área em km² | População em 2002 (rank) | População por km² | Municípios                                                                     |
| ----------------------------------------------------------------------------- | ------------------ | ----------- | ------------------------ | ----------------- | ------------------------------------------------------------------------------ |
| Distrito de Đakovica (Đakovički okrug/Distrito de Gjakova)                    | Đakovica           | 1042        | 242,077                  | 232               | - Đakovica - Dečani - Orahovac                                                 |
| Distrito de Gnjilane (Gnjilanski okrug/Distrito de Gjilani)                   | Gnjilane           |             |                          |                   | - Gnjilane - Kosovska Kamenica - Vitina                                        |
| Distrito de Kosovska Mitrovica (Kosovskomitrovački okrug/Komuna e Mitrovicës) | Kosovska Mitrovica |             |                          |                   | - Kosovska Mitrovica - Leposavić - Srbica - Vučitrn - Zubin Potok - Zvečan     |
| Distrito de Peć (Pećki okrug/Distrito de Peja)                                | Peć                |             |                          |                   | - Peć - Istok - Klina                                                          |
| Pristina (Prištinski okrug/Komuna e Prishtinës)                               | Pristina           |             |                          |                   | - Pristina - Glogovac - Kosovo Polje - Lipljan - Novo Brdo - Obilić - Podujevo |
| Distrito de Prizren (Prizrenski okrug/Distrito de Prizreni)                   | Prizren            |             |                          |                   | - Prizren - Dragaš - Suva Reka - Mališevo                                      |
| Distrito de Uroševac (Uroševački okrug/Distrito de Ferizaji)                  | Uroševac           |             |                          |                   | - Uroševac - Štimlje - Kačanik - Štrpce                                        |